# Duck (Caroline du Nord)
Pour les articles homonymes, voir Duck.
La ville de Duck est une communauté située dans le comté de Dare en Caroline du Nord sur la partie nord de Outer Banks. Faisant originellement partie du comté de Currituck au nord, la partie de Outer Banks qui inclut Duck a été transféré dans le comté de Dare au début du XXe siècle. La ville a environ 500 habitants.

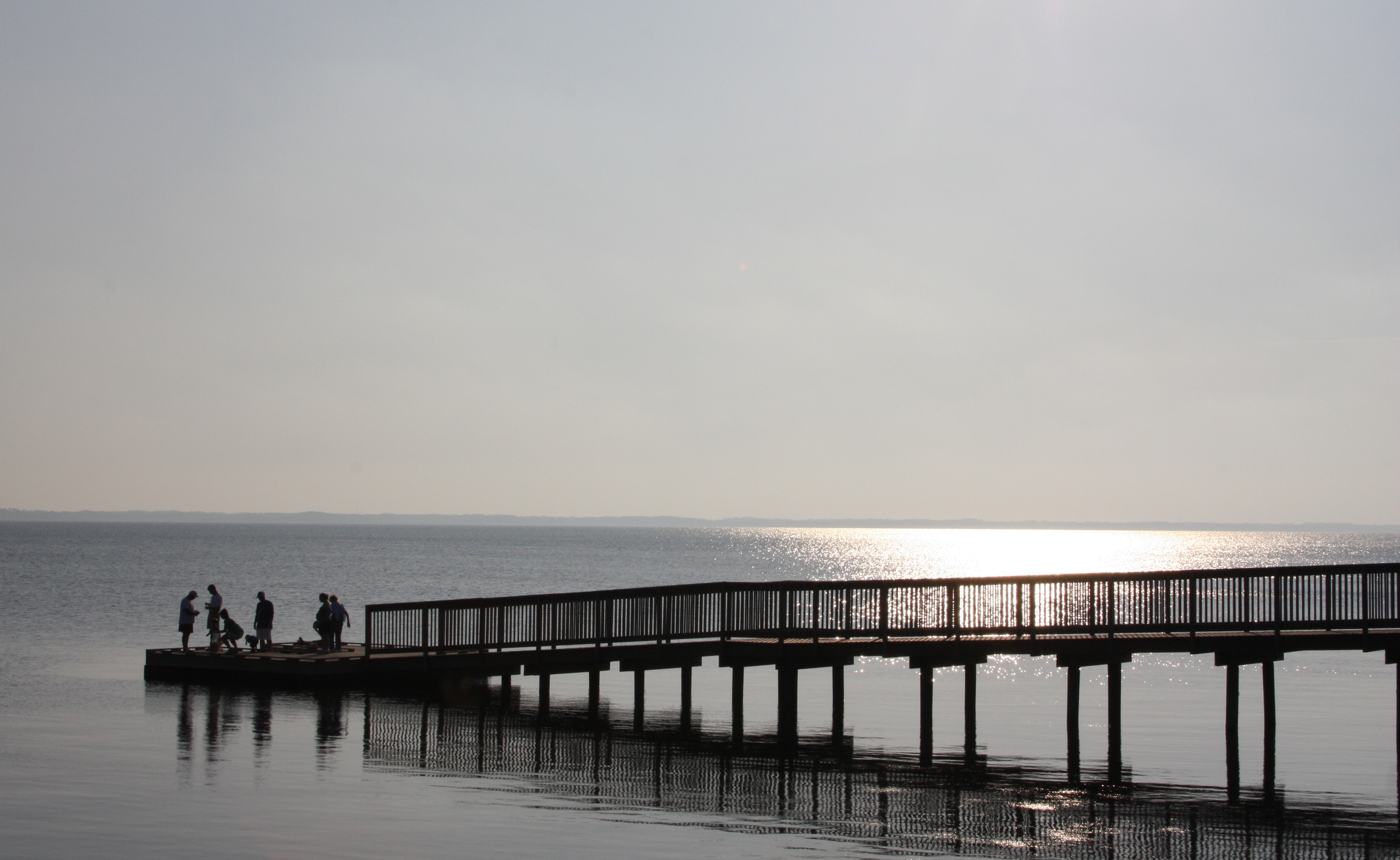
La promenade du Parc Duck Town, en 2009

## Histoire
La région fut nommée d'après la grande quantité de canards (duck en anglais) et d'oiseaux vivants près des rives. La zone proche a été sporadiquement peuplée jusqu'en 1970 (durant les années 50, elle servait au stockage de bombes pour l'aéronavale américaine). La communauté grandissante est restée non-incorporée jusqu'en 2002, quand le North Carolina General Assembly House Bill 882 passa, incorporant la ville. Duck abrite maintenant 500 résidents permanent et un port pour la recherche côtière du Corps des ingénieurs de l’armée des États-Unis.

## Démographie
| 2000 | 2010 | - | - | - | - |
| ---- | ---- | - | - | - | - |
| 448  | 369  | - | - | - | - |